# Dima Slobodeniouk

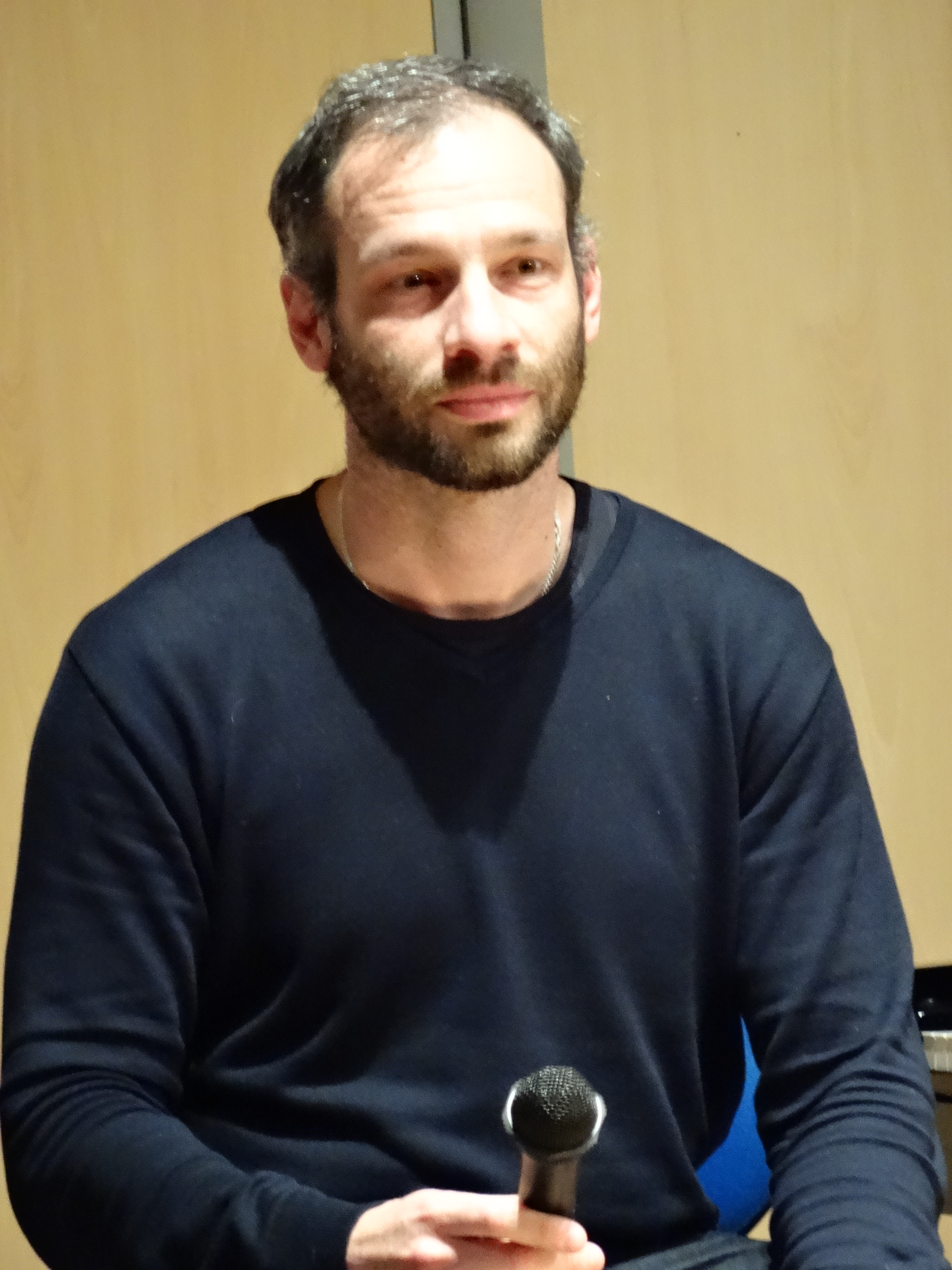
Dima Slobodeniouk (2016)

Dima Slobodeniouk oder Slobodenjuk (Димa Слободенюк; * 1975 in Moskau als Дмитрий Dmitri) ist ein russisch-finnischer Dirigent.

## Leben
Slobodeniouk stammt aus einer musikalischen Familie, sein Vater und Großvater spielten Bratsche im Philharmonischen Orchester, seine Mutter ist Pianistin. Er studierte zunächst Violine; von 1980 bis 1989 bei Zinaida Gilels und Jevgenia Chugajeva an der Moskauer Zentralen Musikschule und anschließend am Moskauer Konservatorium. 1991 übersiedelte er nach Finnland, wo er sein Studium am Konservatorium in Mittelfinnland fortsetzte. Anschließend studierte er an der Sibelius-Akademie in Helsinki. Ab 1994 widmete er sich Dirigierstudien bei Atso Almila, Leif Segerstam und Jorma Panula sowie bei Ilja Musin und Esa-Pekka Salonen.
Von 2016 bis 2021 war Slobodeniouk Chefdirigent der Sinfonia Lahti in Helsinki. 2013 wurde er zudem Chefdirigent des Orquesta Sinfónica de Galicia in La Coruña.  Als Gastdirigent arbeitete er in Europa, in den USA und in Asien unter anderem mit den Berliner Philharmonikern, dem London Philharmonic Orchestra, dem BBC Symphony Orchestra, dem Concertgebouw-Orchester, dem Philharmonischen Orchester Helsinki, dem NHK-Sinfonieorchester, dem Boston Symphony Orchestra,  den Wiener Symphonikern, dem Leipziger Gewandhausorchester, dem Bayerischen Staatsorchester, dem Symphonieorchester des Bayerischen Rundfunks, dem Hr-Sinfonieorchester, dem SWR Symphonieorchester und weiteren Rundfunksinfonie-Orchestern.
Seine Vorliebe gilt der Interpretation zeitgenössischer Werke, wobei er auch Uraufführungen dirigierte.
Im Rahmen der Grammy Awards 2014 war er für Holmboe: Concerto in der Kategorie Grammy Award for Best Classical Compendium nominiert.